# Grand Prix Stanów Zjednoczonych 1968

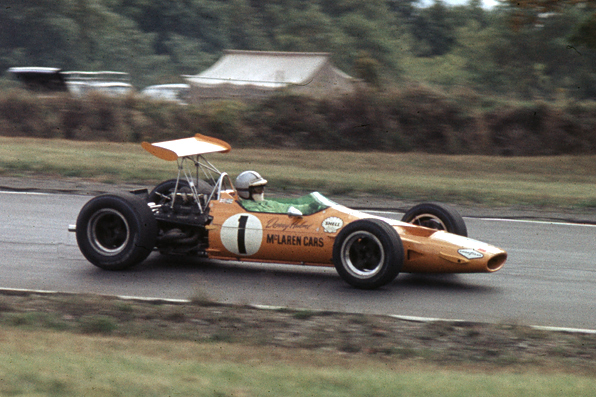
Denny Hulme podczas Grand Prix Stanów Zjednoczonych 1968

Grand Prix Stanów Zjednoczonych 1968 (oryg. United States Grand Prix) – 11. runda Mistrzostw Świata Formuły 1 w sezonie 1968, która odbyła się 6 października 1968, po raz ósmy na torze Watkins Glen.
Było to 10. Grand Prix Stanów Zjednoczonych zaliczane do Mistrzostw Świata Formuły 1.

## Klasyfikacja
| Legenda oznaczeń w tabelach wyników Wyświetl szablon na nowej stronie | Legenda oznaczeń w tabelach wyników Wyświetl szablon na nowej stronie                                                                     |
| Oznaczenie                                                            | Wyjaśnienie |
| --------------------------------------------------------------------- | --- |
| Złoty                                                                 | Zwycięzca lub mistrzostwo |
| Srebrny                                                               | 2. miejsce lub wicemistrzostwo |
| Brązowy                                                               | 3. miejsce lub II wicemistrzostwo |
| Zielony                                                               | Ukończył, punktował (w klasyfikacji generalnej, gdy zdobył co najmniej jeden punkt na przestrzeni sezonu, poza trzema powyższymi opcjami) |
| Niebieski                                                             | Ukończył, nie punktował (w klasyfikacji generalnej, gdy nie zdobył co najmniej jednego punktu na przestrzeni sezonu)                      |
| Czerwony                                                              | Nie zakwalifikował się (NZ) |
| Czerwony                                                              | Nie prekwalifikował się (NPK) |
| Różowy                                                                | Nie ukończył (NU) |
| Różowy                                                                | Niesklasyfikowany (NS) (w klasyfikacji generalnej, gdy nie został sklasyfikowany w żadnym wyścigu sezonu)                                 |
| Czarny                                                                | Zdyskwalifikowany (DK) |
| Czarny                                                                | Wykluczony (WYK/EX) |
| Biały                                                                 | Nie wystartował (NW) |
| Biały                                                                 | Kontuzjowany (K/INJ) |
| Biały                                                                 | Wyścig odwołany (OD/C) |
| Bez koloru                                                            | Został wycofany (WYC/WD) |
| Bez koloru                                                            | Nie przybył (NP/DNA) |
| Bez koloru                                                            | Nie brał udziału w treningach (NT/DNP) |
| Bez koloru                                                            | Nie został zgłoszony (–) |
| Pogrubienie                                                           | Start z pole position |
| Kursywa                                                               | Najszybsze okrążenie wyścigu |
| †                                                                     | Nie ukończył, ale jego rezultat został zaliczony ze względu na przejechanie więcej niż 90% dystansu wyścigu.                              |
| *                                                                     | Sezon w trakcie |
| 1/2/3                                                                 | Punktowana pozycja w sprincie |
| Lista systemów punktacji Formuły 1                                    | |

| Poz. | Nr | Kierowca             | Konstruktor   | Okrążeń | Czas/powód NU      | Poz. start. | Punktów |
| ---- | -- | -------------------- | ------------- | ------- | ------------------ | ----------- | ------- |
| 1    | 15 | Jackie Stewart       | Matra-Ford    | 108     | 1:59:20.29         | 2           | 9       |
| 2    | 10 | Graham Hill          | Lotus-Ford    | 108     | + 24.68            | 3           | 6       |
| 3    | 5  | John Surtees         | Honda         | 107     | + 1 okrążenie      | 9           | 4       |
| 4    | 14 | Dan Gurney           | McLaren-Ford  | 107     | + 1 okrążenie      | 7           | 3       |
| 5    | 16 | Jo Siffert           | Lotus-Ford    | 105     | + 3 okrążenia      | 12          | 2       |
| 6    | 2  | Bruce McLaren        | McLaren-Ford  | 103     | + 5 okrążeń        | 10          | 1       |
| NU   | 22 | Piers Courage        | BRM           | 93      | Brak paliwa        | 14          |         |
| NU   | 1  | Denny Hulme          | McLaren-Ford  | 92      | Wypadek            | 5           |         |
| NS   | 19 | Lucien Bianchi       | Cooper-BRM    | 88      | Nie sklasyfikowany | 20          |         |
| NU   | 3  | Jack Brabham         | Brabham-Repco | 77      | Silnik             | 8           |         |
| NU   | 4  | Jochen Rindt         | Brabham-Repco | 73      | Silnik             | 6           |         |
| NU   | 18 | Vic Elford           | Cooper-BRM    | 71      | Silnik             | 17          |         |
| NU   | 8  | Pedro Rodríguez      | BRM           | 66      | Zawieszenie        | 11          |         |
| NS   | 17 | Jo Bonnier           | McLaren-BRM   | 62      | Nie sklasyfikowany | 18          |         |
| NU   | 6  | Chris Amon           | Ferrari       | 59      | Pompa wody         | 4           |         |
| NU   | 21 | Jean-Pierre Beltoise | Matra         | 44      | Przen napędu       | 13          |         |
| NU   | 9  | Bobby Unser          | BRM           | 35      | Silnik             | 19          |         |
| NU   | 12 | Mario Andretti       | Lotus-Ford    | 32      | Sprzęgło           | 1           |         |
| NU   | 7  | Derek Bell           | Ferrari       | 14      | Silnik             | 15          |         |
| NW   | 11 | Jackie Oliver        | Lotus-Ford    | 0       | Nie wystartował    |             |         |